# HMS Vanguard (1678)
Pour les autres navires du même nom, voir HMS Vanguard et HMS Duke.
Le HMS Vanguard est un vaisseau de deuxième rang, armé de 90 canons, en service dans la Royal Navy à la fin du XVIIe siècle et au début du XVIIIe siècle. Coulé, renfloué puis reconstruit deux fois, il est renommé HMS Duke en 1739.

## Conception et construction
Construit aux chantiers navals de Portsmouth, le vaisseau est lancé en 1678.

## Service actif
En 1690, il s'échoue sur le banc de Goodwin, mais peut être dégagé par des marins de Deal.
Le Vanguard prend part, au sein de la flotte d'Edward Russell, aux batailles de la Hougue et de Barfleur en 1692.

## Naufrage et reconstructions
Le vaisseau coule pendant la grande tempête de 1703, alors qu'il est placé en réserve aux chantiers navals de Chatham. Il est cependant renfloué en 1704 et reconstruit selon le standard de 1706 et relancé à Chatham le 2 août 1710. En 1739, le vaisseau est reconstruit à Woolwich selon le standard de 1719, renommé HMS Duke et relancé le 28 avril.

## Dernières années
Le Duke est démoli en 1769.